# Morasko (Meteorit)
Koordinaten: 52° 29′ 25″ N, 16° 53′ 47″ O
| Morasko (Meteorit) |

Der Meteorit Morasko wurde am 12. November 1914 – kurz nach Beginn des Ersten Weltkrieges – in der Nähe des Dorfes Morasko, etwa 10 km nördlich von Posen (heute Poznań in Polen) entdeckt.
Beim Ausheben einer Geschützstellung stieß ein deutscher Unteroffizier etwa einen halben Meter unter der Erdoberfläche auf einen Metallklumpen mit einem Gewicht von 77,5 kg. Eine in Berlin analysierte Probe zeigte, dass es sich um meteoritisches Material mit einem Eisengehalt von 92 % handelte.
In der Folgezeit wurden in der Umgebung weitere Fragmente mit einem Gesamtgewicht von ca. 350 kg gefunden. Ein Einzelstück mit 92 kg befindet sich im Geologischen Institut der Akademie der Wissenschaften in Warschau. Das größte Einzelstück wurde 2006 gefunden und wiegt 164 kg.
Die Tümpel und Gruben der Umgebung wurden allerdings erst in den 1960er Jahren als Krater identifiziert, die bei dem Einschlag (Impakt) von Meteoroidenbruchstücken entstanden sind. Das Streufeld besteht aus 8 Kratern von 5 bis 100 Metern Durchmesser.
Der Einschlag hat wahrscheinlich vor 5.000 Jahren stattgefunden. Damals raste ein massiver Himmelskörper über das heutige Polen hinweg, verdampfte zum größten Teil und wurde stark abgebremst. Ein ca. 200 t schweres Reststück zerbarst in geringer Höhe über dem Erdboden in einer großen Druckwelle. Die Bruchstücke schlugen dann mit einer Restgeschwindigkeit von 11.000 bis 18.000 km/h auf der Erdoberfläche ein.
Der ursprüngliche Meteoroid stammt aus dem Asteroidengürtel. Der meteoritische Rest wird als feiner Oktaedrit der Gruppe IIICD klassifiziert. Chemische Zusammensetzung: 92 % Eisen; 7 % Nickel; 500 ppm Germanium; 100 ppm Gallium; 1 ppm Iridium.